# Поя
Поя — село в Лукояновском районе Нижегородской области России. Входит в состав Шандровского сельсовета.

## История
На месте с. Поя раньше существовала деревня Дмитровка. В течение XVII столетия сюда из других районов России привозили крестьян. Это одно из старых поселений района. Своё название село получило от речки Пойка, что протекает в этой местности. Поя от мордовского пой — осина, указывает на характер леса.
В народе существует предание о том, что село получило название из-за нахождения здесь разинских отрядов. Будто бы во время разинского восстания крестьяне из мордовских селений собрались в отряд и отправились на поддержку разницам. И вот, как говорят, по пути на соединение с восставшими они сделали остановку у речки и стали поить своих лошадей. Пойку устроили. И тут на них царские войска напали. Напали неожиданно, и перевес был на их стороне. Разгром был большой, и многие погибли.
Поя преобразована в село в 1766 году, когда здесь была построена каменная 4-х престольная церковь в честь иконы Казанской Божией Матери. Это первая в уезде каменная церковь.
Долгие годы здешними землями владели помещики Мирошевские. В памяти сельчан сохранились имена сестер Веры Ивановны и Анны Ивановны, которые заботливо относились к своему имению и здешним землям.
Имение находилось на месте современной Пойской основной школы. Пришкольный участок был разбит в бывшем барском саду. После смерти сестры Веры, владелицей стала Анна Ивановна. Местный житель Сергей Алексеевич Моисеев, который работал в саду у барыни, рассказывал, что барыня имела 130 душ крепостных крестьян. Оброк составлял 1 рубль 30 коп. с души.
В саду росли 140 яблонь, 110 груш, а также слива, вишня. Росли кипарисы, кедры. Самое ценное — большое количество цветников. Из 1200 га земли помещица 600 отдавала крестьянам. За это они платили оброк и отрабатывали барщину. Часть земли выкупалась и называлась «вечной землей».
После смерти Анны Ивановны в 1889 г. имение было продано её племянницей под школу. Эта школа называлась Духовной второклассной школой. В ней готовились будущие учительницы для церковно-приходских школ и школ грамоты. В эту школу принимались дети крестьян и дьячков.
Обучение было платным — 30 руб. в год. Школа помещалась в двухэтажном помещичьем доме. В ней было 3 класса, которые располагались на нижнем этаже. Там же имелась столовая, где питались учащиеся. Заведовал школой священник протоиерей Комаров. Он преподавал закон Божий, державную историю, катехизис. Для практики будущих учительниц была прикреплена церковно-приходская школа в с. Поя. При второклассной школе были столярные и переплетные мастерские. Учащиеся умели хорошо переплетать книги, даже с золотым тиснением.
Управление селом осуществляли сельский староста и волостной старшина, которые избирались на 3 года. Волостное управление было в с. Михайловка. Последними волостными старшинами были Тихонов С.Г и Маркин A.M.

## Промыслы и ремесла
На протяжении всей своей истории село славилось своими кустарными промыслами. Наивысшего расцвета промыслы достигли в XIX — первой трети XX века. В селе изготовляли колеса для телег, сани, телеги и даже тарантасы. Производимые изделия хорошо продавались на рынках в соседних городах и крупных селах. Обычно кустари торговали своими изделиями в Лукоянове, Арзамасе, Гагине, Маресьеве, Выездном. Каждый мастер в селе имел свой почерк, и каждая сделанная вещь была именной. Мастер ставил клеймо на каждое изделие тем самым заставлял покупателей не сомневаться в качестве товара. В селе в XIX веке постоянно занимались кустарным производством 20 семей. Но в зимнее время количество кустарей увеличивалось.
В начале XX века в селе была создана промышленная артель, которая объединила кустарей, занимающихся изготовлением саней, колёс телег, роспусков, лыж и др. Данная артель изготавливала тарантасы, санки для детей. По заказу райвоенкомата изготовляли пароконные тележки, которые красились в зеленый цвет.
Кроме того, в селе имелось две ветряные и две паровые мельницы, маслобойка, шерстобойка, просорушка. В селе производили кирпич.
В 1929 году в с. Поя был образован колхоз. Через год промышленная артель объединилась с колхозом им. Сталина. В предвоенные годы артель продолжала изготовлять изделия, но уже по заказу либо колхоза, либо района.
После войны два колхоза объединились в один. Новый колхоз «Заветы Ленина» в послевоенные годы стал одним из передовых в районе. В селе открылась школа-десятилетка, были созданы свой радиоузел, библиотека, больница, роддом на 5 коек, пекарня и т. д. Пойские мастера продолжали заниматься производством изделий, необходимых для нужд колхозного производства.
В 1975 году местный колхоз объединили с неверовским колхозом «Дружба». В 1992 году образовалось акционерное общество «Поя». В настоящее время данное хозяйство является многоотраслевым. Кроме сельскохозяйственного производства, в хозяйстве действует строительная организация «Новый посад».

## География
Село находится в юго-восточной части Нижегородской области, в зоне хвойно-широколиственных лесов, на берегах реки Пойки, при автодороге Р158, на расстоянии приблизительно 6 километров (по прямой) к северо-западу от города Лукоянова, административного центра района. Абсолютная высота — 152 метра над уровнем моря.
Климат
Климат характеризуется как умеренно континентальный, с тёплым летом и холодной многоснежной зимой. Среднегодовая температура — 3,6 °C. Средняя температура воздуха самого тёплого месяца (июля) — 19,2 °C (абсолютный максимум — 39 °C); самого холодного (января) — −12,1 °C (абсолютный минимум — −44 °C). Безморозный период длится в среднем 210 дней. Среднегодовое количество атмосферных осадков составляет около 544 мм, из которых 372 мм выпадает в период с апреля по октябрь.
Часовой пояс
Село Поя, как и вся Нижегородская область, находится в часовой зоне МСК (московское время). Смещение применяемого времени относительно UTC составляет +3:00.
Рельеф
Милая — название горы (холма), расположенной между ж/д станцией Поя и д. Фоминка. Местные жители передают из поколения в поколение легенду о том, что здесь похоронены милые воины. Как известно, в 1670 году около села произошло кровопролитное сражение разинских отрядов с правительственными войсками. В сражении участвовало несколько тысяч человек. С каждой стороны имелись значительные потери. Предание гласит, что после сражения воинов похоронили недалеко от села. Над могилой насыпали курган (мары), совершили молебен.

## Население
| 2002 | 2010 |
| ---- | ---- |
| 287  | ↘245 |

Национальный состав
Согласно результатам переписи 2002 года, в национальной структуре населения русские составляли 85 % из 287 чел.